# スピードクイーンメモリアル競走
スピードクイーンメモリアルは、競艇（ボートレース）において、2025年（2024年度）から毎年2月開催の女子レーサーを対象としたプレミアムGⅠである。

## 概要
女子レーサーを対象としたプレミアムGⅠは、夏季の「レディースチャンピオン」と年末の「クイーンズクライマックス」の2競走があったが、これに続く第3のプレミアムGⅠとして、日本各地にある24のボートレース場で、最速のレースタイムをたたき出した「スピード巧者」と呼ばれるレーサーと、そのほか各ボートレース場の推薦レーサーを対象として、これまでにない「レースタイムを最優先の選出基準」としたグレードレースを設けることになった。これに伴い、2023年度まで2月に行われてきた「レディースオールスター」は2024年度から5月に移動する（2024年は2月と5月に開催）。
なお、優勝者には翌年のSGボートレースクラシックおよびPG1ボートレースバトルチャンピオントーナメントの優先出場権が与えられることになっている。

## 選出基準
- 優先出場者
  - 選出期間（12月1日～11月30日）に、各ボートレース場の競走（2周レースを除く）において最も早いレースタイムを記録した選手。
  - 最も速いレースタイムが2名以上いる場合は、当該ボートレース場の競走において最も速いレースタイムを記録した回数の多い選手とする。最も早いレースタイムを記録した回数が同数の場合には当該選手を比較し、当該ボートレース場の競走において1着を獲得した競走のうち2番目に早いレースタイムを記録した回数の多い者から選出する。速いレースタイムを記録した回数が同数の場合には当該ボートレース場の2周レースを含む全ての競走において上位着位数の多い選手から選出する。
  - 複数のボートレース場で最も速いレースタイムを記録した選手がいる場合には、当該ボートレース場における最も速いレースタイムを比較し、速いレースタイムを記録したボートレース場の代表として選出する。最も速いレースタイムが同タイムの場合は、各ボートレース場において1着を獲得した競走のうち最も速いレースタイムを記録した回数の多いボートレース場の代表として選出する。また、最も速いレースタイムを記録した選手が他のボートレース場の代表者として選出された場合には、他のボートレース場の代表者を除いて1着を獲得した競走のうち最も速いレースタイムを記録した選手を代表として選出する。
  - 最も速いレースタイムを記録したレーサーが選出除外に該当する場合は、最も速いレースタイムを記録したレーサーを除いた速いレースタイムを記録した選手を選出する。
- 各ボートレース場から推薦された選手。（各場1名ずつ、A1,A2,B1級）
- 当該施行者（主催者）が希望する選手。（A1,A2,B1級）
- 選出除外・出場取消
  - 選考期間の出場回数が100回未満の選手。※優先出場者は除く
  - 選考期間の事故率0.40以上の選手。
  - フライング休みが当該競走の前検日を含む開催期間と重複する選手。
  - スタート事故による選出除外となるプレミアムGI、GI、GIIおよび女子戦の罰則期間が当該競走の前検日を含む開催期間と重複する選手。
  - 選考期間から前検日までに褒賞懲戒規程に基づく出場停止処分及びあっせん保留処分を受けた選手。
  - 負傷・病気・出産等で辞退した選手。

## 歴代優勝者
出典はボートレースオフィシャルウェブサイトにあるスピードクイーンメモリアルの各回ページより。
| 回数 | 開催年            | 優勝戦日 | 開催場 | 優勝者   | 優勝者   | 優勝者 | 優勝者   | 優勝者 | 優勝者 | 優勝者   |
| 回数 | 開催年            | 優勝戦日 | 開催場 | 選手名   | 登録番号 | 年齢   | 所属支部 | 枠番   | コース | 決まり手 |
| ---- | ----------------- | -------- | ------ | -------- | -------- | ------ | -------- | ------ | ------ | -------- |
| 1    | 2025年（令和7年） | 2月24日  | 浜名湖 | 平高奈菜 | 4450     | 37     | 香川     | 1      | 1      | 逃げ     |

## 開催予定
- 第2回大会 2026年（令和8年）2月24日 - 3月1日  ボートレース鳴門[2]
- 第3回大会 2027年（令和9年）2月23日 - 28日  ボートレース多摩川[3]